# محمد عبد الباسط (لاعب كرة قدم إماراتي)
محمد عبد الباسط (مواليد 19 أكتوبر 1995) لاعب كرة قدم إماراتي يجيد اللعب في الوسط مع نادي الشارقة في دوري الخليج العربي الإماراتي .
لعب سابقاً لأندية الأهلي وعجمان و الوحدة .

## روابط خارجية
- محمد عبد الباسط على موقع Soccerway.com (الإنجليزية)